# Леньківська сільська рада
Ле́ньківська сільська рада (рос. Леньковский сельский совет) — сільське поселення у складі Благовіщенського району Алтайського краю Росії.
Адміністративний центр — село Леньки.

## Населення
Населення — 2972 особи (2019; 3445 в 2010, 4065 у 2002).

## Склад
До складу сільської ради входять:
| Населений пункт  | Населення, осіб (2002) | Населення, осіб (2010) |
| ---------------- | ---------------------- | ---------------------- |
| Дмитрієвка, село | 175                    | 103                    |
| Леньки, село     | 3890                   | 3342                   |